# Nicola Pizi
Nicola Pizi (Palmi, 8 ottobre 1891 – Monte Sei Busi, 2 agosto 1915) è stato un militare italiano, decorato di Medaglia d'oro al valor militare alla memoria durante il corso della prima guerra mondiale.

## Biografia
Nacque a Palmi l'8 ottobre 1891, figlio di Nestore e Erminia Morabito. Giovanissimo rimase orfano del padre, compiendo i primi studi a Palmi, e poi quelli ginnasiali a Reggio Calabria, dove all'età di 17 anni si distinse nelle operazioni di soccorso durante le fasi successive al terremoto di Messina del 1908, venendo decorato con una Medaglia di bronzo di benemerenza.  Trasferitosi a Viterbo conseguì la licenza liceale nel 1911, e poi si arruolò nel Regio Esercito, iniziando a frequentare nell'ottobre dello stesso anno  la Regia Accademia Militare di Fanteria e Cavalleria di Modena. Ne uscì con il grado di sottotenente, assegnato all'arma di fanteria, nel febbraio 1913 assegnato in servizio al 40º Reggimento fanteria che raggiunse alcuni mesi dopo in Libia. Si distinse nel combattimento di Bu Chamez, dove rimase ferito a un braccio, rientrando in Patria nell'aprile 1914 per essere ricoverato in ospedale a causa di una malattia. All'atto della mobilitazione generale del maggio 1915, in vista dell'entrata in guerra del Regno d'Italia, avvenuta poi il 24 dello stesso mese, fu assegnato al neocostituito 134º Reggimento fanteria della Brigata Benevento. Dapprima il reggimento svolse servizio territoriale ad Aquileia, e una volta trasferito alla 5ª Compagnia del II Battaglione, combatte a Vermegliano, sul basso Isonzo. Il 25 luglio partecipò all'attacco contro quota 111 del Monte Sei Busi, e il 2 agosto contro quota 118 dello stesso monte.  Quel giorno si pose in testa al suo plotone, che conquistò le prime trincee nemiche combattendo corpo a corpo contro i difensori. Cadde ucciso da alcuni colpi di baionetta durante un combattimento ravvicinato. Per onorarne il coraggio S.M. Re Vittorio Emanuele III gli concesse, "motu proprio", la Medaglia d'oro al valor militare alla memoria.
A Palmi, sua città natale, gli sono stati intitolati una via e il liceo classico-scientifico. Inoltre, in piazza Cotugno è collocato un monumento a lui dedicato.

### Fonti
1. ↑  Scheda Archiviato il 29 maggio 2014 in Internet Archive.
2. ↑  Carolei, Greganti, Modica 1968, p. 64.
3. 1 2 3 4 5 6  Combattenti Liberazione.
4. 1 2  Coltrinari, Ramaccia 2018, p. 82.
5. 1 2 3 4  Coltrinari, Ramaccia 2018, p. 83.
6. ↑  Quirinale.it Scheda di Nicola Pizi
7. ↑   Bollettino ufficiale delle nomine, promozioni e destinazioni negli ufficiali e sottufficiali del R. esercito italiano e nel personale dell'amministrazione militare, 1915,  p. 2947. URL consultato il 3 ottobre 2019.